# 臺中市議會第一屆議員列表
臺中市議會第一屆議員列表名列臺中市於2010年11月27日直轄市議員選舉當選的議員名單，任期為2010年12月25日－2014年12月25日。

## 政黨席次
| 政黨                   | 共63席 | 共63席  | 共63席 |  |
| ---------------------- | ------ | ------- | ------ |  |
| 政黨                   | 席次   | 得票數  | 得票率 |  |
| 中國國民黨             | 28     | 531,365 | 37.64% |  |
| 民主進步黨             | 24     | 460,345 | 32.61% |  |
| 台灣團結聯盟           | 1      | 24,396  | 1.73%  |  |
| 親民黨                 | 1      | 9247    | 0.66%  |  |
| 無黨籍及未經政黨推薦者 | 9      | 386,217 | 27.36% |  |

## 分區
以下名單皆來自中華民國中央選舉委員會的公告

### 第一選區（大甲區、大安區、外埔區）
- 中國國民黨：李榮鴻
- 民主進步黨：吳敏濟
- 無黨籍：楊永昌

### 第二選區（清水區、梧棲區、沙鹿區）
- 中國國民黨：蘇麗華、楊秋雲[1]
- 民主進步黨：楊典忠
- 無黨籍：張清堂（原第一屆臺中市議長，2012年11月29日因案解職，後由楊秋雲遞補）、尤碧鈴、陳詩哲

### 第三選區（龍井區、大肚區、烏日區）
- 中國國民黨：林汝洲、吳瓊華、林士昌（現任臺中市議長）
- 民主進步黨：陳世凱
- 無黨籍：黃錫嘉

### 第四選區（后里區、豐原區）
- 中國國民黨：陳本添
- 民主進步黨：翁美春、謝志忠
- 親民黨：陳清龍
- 台聯：高基讚

### 第五選區（神岡區、大雅區、潭子區）
- 中國國民黨：吳顯森、羅永珍、賴朝國
- 民主進步黨：許水彬、廖述鎮、蕭隆澤

### 第六選區（西屯區）
- 中國國民黨：楊正中、張廖乃綸、黃馨慧
- 民主進步黨：陳淑華、張廖萬堅

### 第七選區（南屯區）
- 中國國民黨：劉士洲、朱暖英
- 民主進步黨：何文海、張耀中

### 第八選區（北屯區）
- 中國國民黨：陳成添、沈佑蓮、賴順仁
- 民主進步黨：王岳彬、蔡雅玲、曾朝榮

### 第九選區（北區）
- 中國國民黨：陳有江、陳天汶（前臺中市副議長）
- 民主進步黨：賴佳微

### 第十選區（中區、西區）
- 中國國民黨：洪嘉鴻、張宏年（前臺中市議長）
- 民主進步黨：黃國書

### 第十一選區（東區、南區）
- 中國國民黨：李中、林珮涵
- 民主進步黨：何敏誠、邱素貞

### 第十二選區（太平區）
- 中國國民黨：李麗華
- 民主進步黨：何明杰、黃秀珠
- 無黨籍：賴義鍠

### 第十三選區（大里區、霧峰區）
- 民主進步黨：李天生、劉錦和
- 親民黨：段緯宇
- 無黨籍：張滄沂、江勝雄

### 第十四選區（東勢區、石岡區、新社區、和平區）
- 中國國民黨：蘇慶雲
- 民主進步黨：蔡成圭

### 第十五選區（平地原住民選區）
- 中國國民黨：黃仁

### 第十六選區（山地原住民選區）
- 中國國民黨：林榮進

## 外部連結
- 中華民國中央選舉委員會選舉資料庫 （页面存档备份，存于）
- 台中市議會